# ریوسکو د سوریا
ریوسکو د سوریا (به اسپانیایی: Rioseco de Soria) یکی از دهستان های اسپانیا است که در سریا واقع شده‌است.

## خصوصیات
ریوسکو د سوریا ۴۹ کیلومترمربع مساحت و ۱۴۰ نفر جمعیت دارد.